# Bahnstrecke Osterode–Kreiensen
| Denkmal im Bahnhof Kreiensen, 2021 |                                                               |                                            |                                            |
| Kursbuchstrecke (DB): | ex 199d                                                       |                                            |                                            |
| Kursbuchstrecke: | 176g (1934) 200e (1946) 202f (1958)                           |                                            |                                            |
| Streckenlänge: | 32,7 km                                                       |                                            |                                            |
| Spurweite: | Osterode–Kreiensen: 750 mm Kalefeld–Kreiensen: 750 mm/1435 mm |                                            |                                            |
| |                                                               |                                            |                                            |
| \| \| 0,0 \| Osterode Nord \| Osterode Nord \| \| \| \| Bahnstrecke Herzberg–Seesen \| \| \| \| 2,3 \| Lasfelde \| Lasfelde \| \| \| 4,1 \| Landwehr \| Landwehr \| \| \| 5,2 \| Badenhausen \| Badenhausen \| \| \| 6,0 \| Posthof \| Posthof \| \| \| 7,4 \| Eisdorf \| Eisdorf \| \| \| 9,4 \| Förste \| Förste \| \| \| 12,5 \| Goldbach \| Goldbach \| \| \| \| Westerhöfer Tunnel (468 m) \| \| \| \| 16,0 \| Westerhof \| Westerhof \| \| \| 19,2 \| Willershausen \| Willershausen \| \| \| 20,5 \| Oldershausen \| Oldershausen \| \| \| 22,1 \| Echte \| Echte \| \| \| \| Anschluss ehem. Grube Echte – RKW Echte \| \| \| \| 24,2 \| Kalefeld \| Kalefeld \| \| \| 27,6 \| Sebexen \| Sebexen \| \| \| 29,5 \| Opperhausen \| Opperhausen \| \| \| \| Auetalbrücke der Strecke Hannover–Würzburg \| \| \| \| 31,4 \| Billerbeck-Haieshausen \| Billerbeck-Haieshausen \| \| \| \| aus Göttingen und aus Holzminden \| \| \| \| 32,7 \| Kreiensen Ost \| Kreiensen Ost \| \| \| \| nach Hannover und nach Börßum \| \| |                                                               |                                            |                                            |
| Kopfbahnhof Streckenanfang (Strecke außer Betrieb) | 0,0                                                           | Osterode Nord                              | Osterode Nord                              |
| Kreuzung geradeaus unten (Strecke geradeaus außer Betrieb) |                                                               | Bahnstrecke Herzberg–Seesen                | Bahnstrecke Herzberg–Seesen                |
| Haltepunkt / Haltestelle (Strecke außer Betrieb) | 2,3                                                           | Lasfelde                                   | Lasfelde                                   |
| Haltepunkt / Haltestelle (Strecke außer Betrieb) | 4,1                                                           | Landwehr                                   | Landwehr                                   |
| Bahnhof (Strecke außer Betrieb) | 5,2                                                           | Badenhausen                                | Badenhausen                                |
| Haltepunkt / Haltestelle (Strecke außer Betrieb) | 6,0                                                           | Posthof                                    | Posthof                                    |
| Bahnhof (Strecke außer Betrieb) | 7,4                                                           | Eisdorf                                    | Eisdorf                                    |
| Bahnhof (Strecke außer Betrieb) | 9,4                                                           | Förste                                     | Förste                                     |
| Haltepunkt / Haltestelle (Strecke außer Betrieb) | 12,5                                                          | Goldbach                                   | Goldbach                                   |
| Tunnel (Strecke außer Betrieb) |                                                               | Westerhöfer Tunnel (468 m)                 | Westerhöfer Tunnel (468 m)                 |
| Bahnhof (Strecke außer Betrieb) | 16,0                                                          | Westerhof                                  | Westerhof                                  |
| Bahnhof (Strecke außer Betrieb) | 19,2                                                          | Willershausen                              | Willershausen                              |
| Haltepunkt / Haltestelle (Strecke außer Betrieb) | 20,5                                                          | Oldershausen                               | Oldershausen                               |
| Bahnhof (Strecke außer Betrieb) | 22,1                                                          | Echte                                      | Echte                                      |
| Abzweig geradeaus und von rechts (Strecke außer Betrieb) |                                                               | Anschluss ehem. Grube Echte – RKW Echte    | Anschluss ehem. Grube Echte – RKW Echte    |
| Bahnhof (Strecke außer Betrieb) | 24,2                                                          | Kalefeld                                   | Kalefeld                                   |
| Bahnhof (Strecke außer Betrieb) | 27,6                                                          | Sebexen                                    | Sebexen                                    |
| Haltepunkt / Haltestelle (Strecke außer Betrieb) | 29,5                                                          | Opperhausen                                | Opperhausen                                |
| Kreuzung geradeaus unten (Strecke geradeaus außer Betrieb) |                                                               | Auetalbrücke der Strecke Hannover–Würzburg | Auetalbrücke der Strecke Hannover–Würzburg |
| Haltepunkt / Haltestelle (Strecke außer Betrieb) | 31,4                                                          | Billerbeck-Haieshausen                     | Billerbeck-Haieshausen                     |
| Abzweig ehemals geradeaus und von links |                                                               | aus Göttingen und aus Holzminden           | aus Göttingen und aus Holzminden           |
| Bahnhof | 32,7                                                          | Kreiensen Ost                              | Kreiensen Ost                              |
| Strecke |                                                               | nach Hannover und nach Börßum              | nach Hannover und nach Börßum              |

Die Bahnstrecke Osterode–Kreiensen, besser bekannt als Kreisbahn Osterode–Kreiensen, war eine 33 km lange, nicht elektrifizierte Schmalspur-Nebenbahn mit 750 mm, abschnittsweise auch 1435 mm Spurweite, die die Stadt Osterode am Harz mit dem Bahnknoten Kreiensen im Tal der Leine verband und 2010 vollständig für den Bahnverkehr entwidmet worden ist. Im Abschnitt Osterode–Förste trug sie zusätzlich den Namen „Sösetalbahn“, im Abschnitt Westerhof–Kreiensen „Auetalbahn“.

## Geschichte

### Vorgeschichte
Die Industriestadt Osterode hatte sich seit den 1840er Jahren um einen Bahnanschluss bemüht. Die Hannöversche Südbahn wurde jedoch 1854 kürzer und steigungsärmer durch das Leinetal geführt. Ein Anschluss an die Südharzstrecke war 1866 bereits in Bau, wurde aber zunächst Opfer des deutschen Krieges. 1870/71 wurde dann die Verbindung Herzberg–Osterode–Seesen fertiggestellt, die für den Fernverkehr jedoch bedeutungslos blieb und keinen direkten Anschluss in Richtung Hannover oder nach Westen bot. Zudem war der Bereich nordwestlich von Osterode trotz abbauwürdiger Vorkommen von Gips und Eisenerz schlecht erschlossen.
Nachdem die Preußische Staatsbahn mehrfach Wünsche nach Verbindungen von Osterode nach Northeim oder Kreiensen abgelehnt hatte, beschloss der damalige Landkreis Osterode, selbst eine Schmalspurbahn zu bauen, die er auch stets selbst betrieb. Statt des einfachen Weges entlang der Söse nach Northeim wurde eine aufwändige Trassierung nach Kreiensen gewählt, um die Erzgrube bei Echte mit anzuschließen. Der Landkreis Osterode am Harz reichte damals allerdings auch noch fast bis nach Kreiensen.

### Eröffnung
Am 19. Dezember 1898 konnte der Abschnitt von Osterode nach Förste, der weitgehend im Sösetal verläuft, eröffnet werden. Der Bahnhof in Osterode lag nördlich vom Staatsbahnhof. Am anderen Ende, von Kreiensen bis Westerhof, fuhren ab dem 2. September 1899 Züge. Das Zwischenstück mit dem 468 m langen Tunnel durch den Westerhöfer Wald stand am 2. Mai 1901 zur Verfügung.

### Bedeutung zur Blütezeit
Die Strecke diente hauptsächlich der Abfuhr von Gips und Erz. Normalspurwagen wurden mit Rollböcken befördert. Dazu gab es in beiden Bahnhöfen je zwei Rollbockgruben mit Anschluss an die Staatsbahn. Um den Erztransport zu erleichtern, wurde der Abschnitt Kreiensen–Kalefeld bis 1943 zu einem Dreischienengleis umgebaut, so dass er auch von Normalspurzügen befahren werden konnte. Auf der starken Steigung zur Grube Echte und auf dem Grubengelände bestand nur Normalspurbetrieb.
1904 wurden 41.200 t Fracht befördert, 1938 sogar 107.700 t, 1966 (letztes volles Betriebsjahr) 115.900 t.
Im Personenverkehr wurden 1904 etwa 149.000 Fahrkarten verkauft; der Höhepunkt wurde 1958 mit 228.000 beförderten Personen erreicht.

### Niedergang
In den letzten Jahren wurde der Betrieb mit Dieseltriebwagen wie dem 1954 bei Talbot gebauten T 2 abgewickelt. In ihrer Funktion als Schlepptriebwagen wurden sie auch im Güterverkehr eingesetzt.
Anfang der 1960er Jahre war die Strecke in einem schlechten Zustand. 1963 wurde der Abschnitt westlich von Kalefeld sparsam erneuert; dabei wurde die Schmalspurschiene entfernt und die Rollbockanlage von Kreiensen nach Kalefeld verlegt. Der Schienenpersonenverkehr wurde auf diesem Teilstück durch Busse ersetzt. Es wurde noch debattiert, die Strecke auf ganzer Länge umzuspuren. Der Aufwand wurde mit damals zwei Millionen D-Mark aber als zu hoch eingeschätzt.
Der nur noch schwach nachgefragte Schienenpersonenverkehr wurde am 27. Mai 1967 endgültig auf Busse umgestellt. Der Güterverkehr folgte Ende Juli zwischen Kalefeld und Förste sowie Ende September 1967 zwischen Förste und Osterode. Bald darauf wurde die Schmalspurstrecke abgebaut.
Der Normalspurabschnitt hingegen blieb erhalten. Er wurde 1978 an den Landkreis Northeim, auf dessen Gebiet er sich befand, abgegeben. Er wurde bei Bedarf von der Ilmebahn bedient.
Nach einer Gleisunterspülung im Jahre 2007 wurde auf Grund der hohen Instandsetzungskosten die Bedienung der letzten beiden Bahnanschlusskunden (RKW Echte und Gaslager der Raiffeisen) eingestellt.
Folglich wurde im März 2010 das letzte Teilstück der Strecke für den Bahnverkehr entwidmet. Durch die Bauarbeiten an der Ortsumgehung (B 445) Sebexen (Gemeinde Kalefeld) und Osterbruch (Ortsteil Opperhausen der Stadt Einbeck) mussten die Gleise in mehreren Abschnitten entfernt werden; der Abbau der restlichen Streckengleise erfolgte im April 2011.
Auf der alten Trasse zwischen Kreiensen und Kalefeld haben im März 2012 die Bauarbeiten für einen Rad- und Wanderweg begonnen; Teilstrecken wurden bereits bis Mai 2012 fertiggestellt.

### Heutiger Zustand

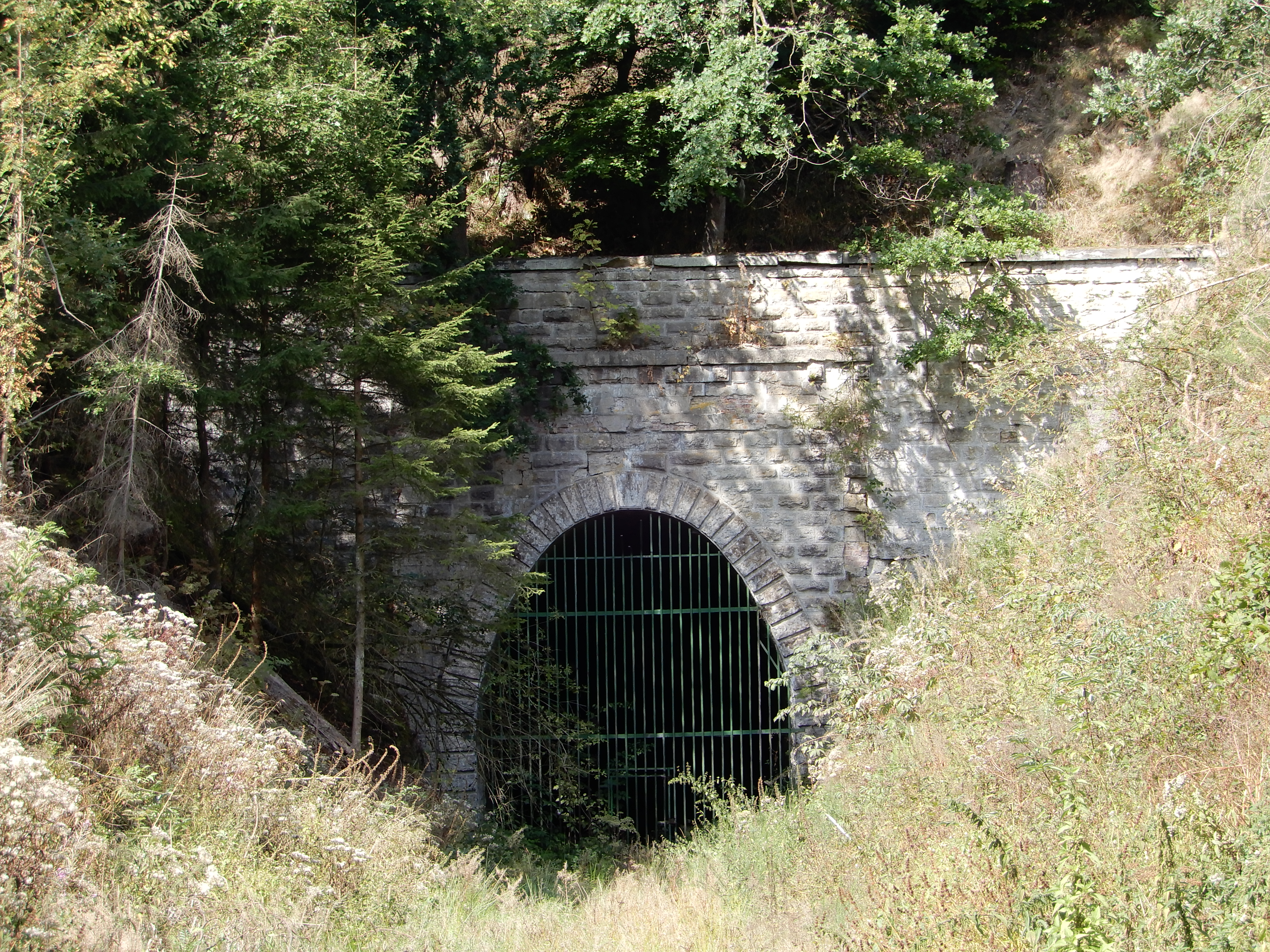
Ostportal des Westerhöfer Tunnels, 2018

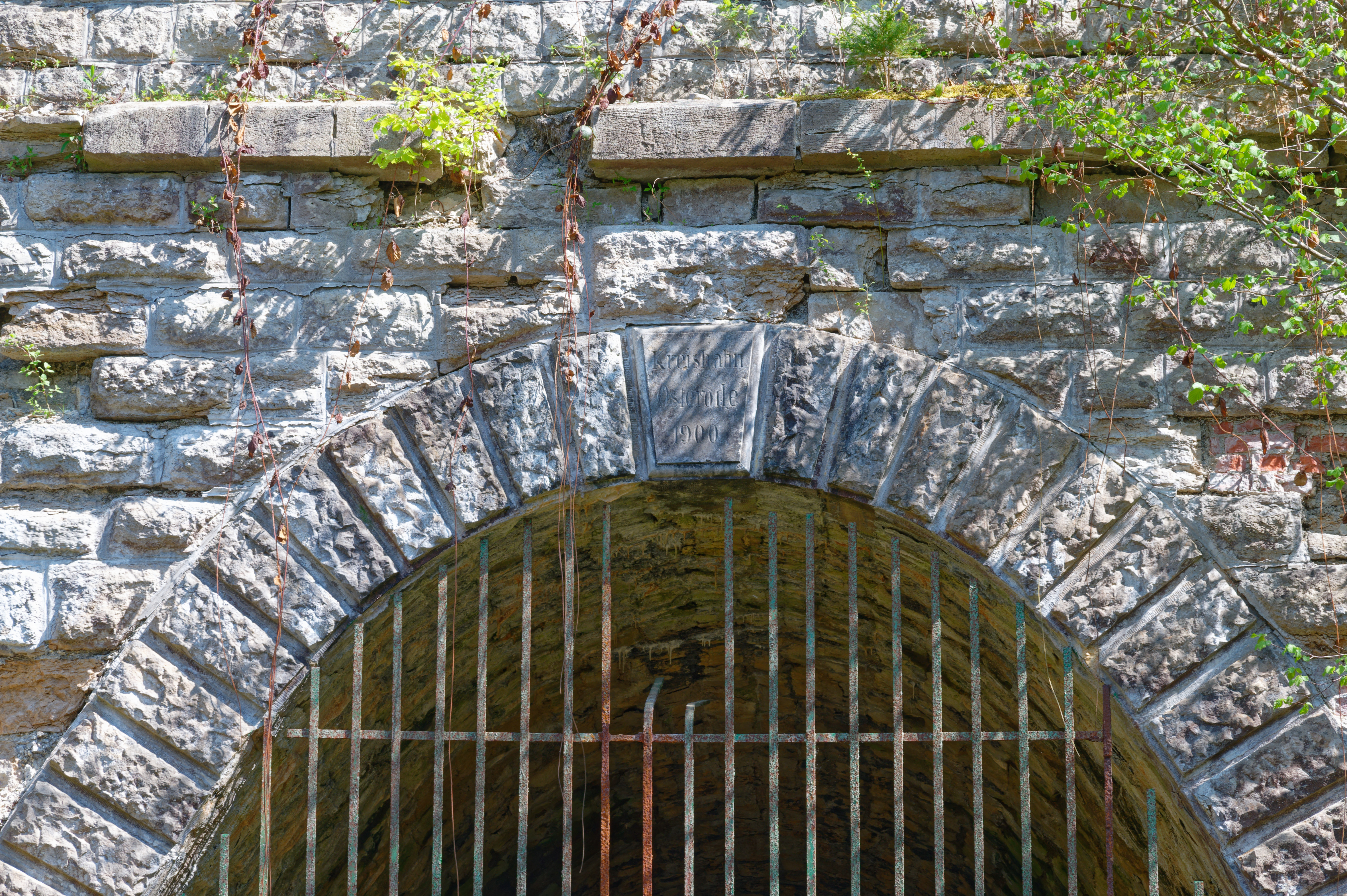
Westportal des Westerhöfer Tunnels, 2022

| Abschnitt                                                       | Gleise | Gleisbett | Radweg | Bemerkung                                                |
| --------------------------------------------------------------- | ------ | --------- | ------ | -------------------------------------------------------- |
| Kreiensen (Bhf.) – Billerbeck (Mühlenstraße)                    | ja     | ja        | nein   | Rangiergleis                                             |
| Billerbeck (Mühlenstraße) – Opperhausen (Ahlshäuser Straße)     | nein   | ja        | nein   |                                                          |
| Opperhausen (Ahlshäuser Straße) – Bundesstraße 445              | nein   | ja        | ja     |                                                          |
| Bundesstraße 445 – Kalefeld (Bhf.) – Grube Echte                | nein   | ja        | nein   |                                                          |
| Kalefeld (Bhf.) – Willershausen (Am Lerchenberg)                | nein   | nein      | nein   |                                                          |
| Willershausen (Am Lerchenberg) – Westerhof (Untere Teichstraße) | nein   | ja        | ja     | Auertalbahn-Trassenradweg                                |
| Westerhof (Untere Teichstraße) – Nienstedt (Klein Förste; K 31) | nein   | ja        | nein   | einschl. Westerhöfer Tunnel, mehrere Brücken abgebrochen |
| Nienstedt (Klein Förste; K 31) – Förste (Am Schlagbaum)         | nein   | nein      | nein   | überbaut                                                 |
| Förste (Am Schlagbaum) – Eisdorf (Sandbucht)                    | nein   | ja        | nein   |                                                          |
| Eisdorf (Sandbucht) – Badenhausen (Posthof)                     | nein   | nein      | nein   |                                                          |
| Badenhausen (Posthof) – Badenhausen (Schulweg)                  | nein   | ja        | ja     | tw. Straße „Am Bürgerpark“                               |
| Badenhausen (Schulweg) – Badenhausen (Am Voigtskamp)            | nein   | nein      | nein   | überbaut                                                 |
| Badenhausen (Am Voigtskamp) – Lasfelde (Hp.)                    | nein   | ja        | ja     | tw. Straße „Am Voigtskamp“                               |
| Lasfelde (Hp.) – Osterode (Bhf.)                                | nein   | nein      | nein   | tw. Straße „An der Bahn“                                 |

## Trivia
Die Bahn diente als Thema des Liedes Die kleine Bimmelbahn von Erich Storz.